# Небієрідзе Борис Костянтинович
Борис Костянтинович Небієрідзе (груз. ბორის ნებიერიძე; нар. 16 липня 1942, Тбілісі — пом. 4 лютого 2008, Київ) — радянський і український кінорежисер, сценарист та актор грузинського походження.

## Життєпис
Борис Костянтинович Небієрідзе народився 16 липня 1942 року в Тбілісі.
У 1967 році закінчив Тбіліський політехнічний інститут, у 1974 році — факультет режисури Київського державного інституту театрального мистецтва імені Івана Карпенка-Карого (майстерня Родіона Єфименка).
Працював асистентом звукорежисера і звукорежисером студії «Укрхроніка». З 1974 року — режисер кіностудії «Укртелефільм».
З 1995 по 2003 був режисером українського серіалу «Роксолана».
З 2004 року Борис Небієрідзе знімав серіали для російського телебачення на студії Романа Балаяна «Ілюзіон-фільм».
Помер 4 лютого 2008 року внаслідок затяжної хвороби у Києві. Похований на Байковому кладовищі 6 лютого.

## Фільмографія

### Сценарист
- 1982 — Фауст (фільм-опера) — у співавт.
- 1991 — Вбивство в Саншайн-Менор
- 1994 — Людина з команди «Альфа»
- 1999 — Сьома каблучка чаклунки

### Актор
- 1985 — Вантаж без маркування
- 1992 — Серця трьох

### Режисер-постановник
- 1981 — Осіння дорога до мами / рос. «Осенняя дорога к маме» (к/м)
- 1982 — Фауст (фільм-опера)
- 1984 — Іванко і цар Поганин
- 1986 — Червоні черевички
- 1987 — Борис Годунов
- 1987 — Дискжокей
- 1989 — Гори димлять
- 1990 — Фуфель
- 1992 — Фатальні діаманти (рос. Алмазы шаха)
- 1992 — Вбивство в Саншайн-Менор
- 1992 — Людина з команди «Альфа»
- 1994 — Веселенька поїздка
- 1996–2003 — Роксолана (телесеріал)
- 1999 — Сьомий Перстень Чаклунки (рос. Кольца всевластия) (міні-серіал)
- 2002 — Лялька (разом з Владіміром Попковым)
- 2005 — Золоті хлопці
- 2006 — Кривавий друг
- 2007 — Золоті хлопці 2

### Режисер музичних кліпів
- 2000 — Павло Зібров «Істамбул»[2]